# پرچم لس آنجلس
پرچم لس آنجلس در ۳ فوریه ۱۹۳۱ پذیرفته شد. پرچم از سه رنگ اصلی سبز، طلایی و قرمز تشکیل شده‌است.
در سطح بین‌المللی، در اختتامیه بازی‌های المپیک 1980 مسکو از این پرچم به‌جای پرچم ایالات متحده آمریکا به عنوان میزبان بعدی المپیک بدلیل تحریم این رویداد از سوی امریکا،، استفاده شد.